# Sojasauce
Sojasauce oder Sojasoße ist eine fermentierte asiatische Würzsauce, die aus Wasser, Sojabohnen, Salz, bestimmten Mikroorganismen und – regional begrenzt – mit Getreide hergestellt wird. Sie wird insbesondere in der ostasiatischen Küche zum Würzen von Speisen verwendet.

## Eigenschaften
Sojasauce ist eine dunkelbraune Flüssigkeit mit schwachem Eigengeruch und starkem Eigengeschmack. Von allen Sojasaucen, die es auf dem Markt gibt, sind im deutschsprachigen Raum die japanischen und chinesischen Sojasaucen am bekanntesten. Während in China kein oder wenig Weizen hinzugefügt wird, weist japanische Sojasauce etwa gleiche Anteile von Sojabohnen und Weizen auf. Bei den chinesischen Produkten wird im Allgemeinen zwischen den hellen und dunklen Varianten unterschieden. Sojasaucen zeichnen sich außerdem durch unterschiedliche Herstellungsverfahren aus. Traditionell fermentierte – „gebraute“ – Sojasaucen benötigen Mikroorganismen, darunter Kōji – die Schimmelpilze Aspergillus flavus var. oryzae, Aspergillus sojae oder Aspergillus tamarii sowie salzliebende Milchsäurebakterien und salztolerante Hefen. Die Reifung der Sojasauce benötigt bei der traditionellen Herstellung Monate der Fermentation, während sie bei der säurekatalysierten Herstellung stark beschleunigt werden kann. Die braune Farbe von Sojasauce entsteht durch nichtenzymatische Bräunung aufgrund der Maillard-Reaktion.

## Geschmack
Wegen der bei der Fermentation aus den Reis- und Weizenproteinen abgespaltenen Aminosäuren Glutaminsäure und in geringerem Umfang auch Asparaginsäure erzeugt Sojasauce einen starken Umami-Geschmack auf der menschlichen Zunge. Der Anteil an Kochsalz in Sojasaucen erzeugt darüber hinaus einen Salzgeschmack auf der menschlichen Zunge. Daneben löst Sojasauce durch enthaltene Proteinfragmente über die Aktivierung des Rezeptors CaSR einen Kokumi-Geschmack auf der menschlichen Zunge aus. In geringem Umfang ist Sojasauce auch süß, sauer und bitter.

## Geruch
Der Geruch von Sojasauce umfasst unter anderem karamellige, malzige, honigartige, florale, saure, käsige, schweißartige, rauchige und Röstaromen. A. oryzae erzeugt im Vergleich zu A. sojae mehr der Geruchsstoffe 2-Methyl-1-butanol, 3-Methyl-1-butanol, 2-Phenylethanol, 2-Methylbutansäure, 3-Methylbutansäure, 3-Methylthio-1-propanol, 2-Ethyl-4-hydroxy-5-methyl-3-(2H)-furanon, 4-Ethylguajacol und 4-Ethylphenol. A. sojae erzeugt im Vergleich mehr der Geruchsstoffe Ethyllactat, Essigsäure, Pyrazin, Phenylacetaldehyd, Phenol, Methylmaltol und Maltol. Bei der Fermentation mit Z. rouxii, werden aus Glucose unter anderem 2 – 4 % Ethanol und etwas Glycerol sowie 4-hydroxy-2/5-ethyl-5/2-methyl-3-(2H)-furanone (HEMF), Methionol und viele andere flüchtige Verbindungen gebildet, die für Sojasauce charakteristisch sind. Zuletzt erfolgt die Reifung zu Sojasauce mit C. versatilis und C. etchellii. C. versatilis erzeugt aus dem Lignin des Weizens den Geruchsstoff 4-Ethylguajacol. Insgesamt werden über 300 verschiedene Geruchsstoffe bei der Fermentation erzeugt.

## Zusammensetzung
| Nährwerttabelle von Sojasauce pro 100 g (und Anteil am Tagesbedarf) | Nährwerttabelle von Sojasauce pro 100 g (und Anteil am Tagesbedarf) |
| ------------------------------------------------------------------- | ------------------------------------------------------------------- |
| Energie                                                             | 222 kJ = 53 kcal                                                    |
| Kohlenhydrate                                                       | 4,93 g                                                              |
| Zucker                                                              | 0,40 g                                                              |
| Ballaststoffe                                                       | 0,8 g                                                               |
| Fette                                                               | 0,57 g                                                              |
| Protein                                                             | 8,14 g                                                              |
| Wasser                                                              | 71,15 g                                                             |
| Alkohol                                                             | 0,0 g                                                               |
| Tryptophan                                                          | 0,096 g                                                             |
| Threonin                                                            | 0,271 g                                                             |
| Isoleucin                                                           | 0,318 g                                                             |
| Leucin                                                              | 0,537 g                                                             |
| Lysin                                                               | 0,381 g                                                             |
| Methionin                                                           | 0,097 g                                                             |
| Cystin                                                              | 0,118 g                                                             |
| Phenylalanin                                                        | 0,353 g                                                             |
| Tyrosin                                                             | 0,244 g                                                             |
| Valin                                                               | 0,332 g                                                             |
| Arginin                                                             | 0,463 g                                                             |
| Histidin                                                            | 0,174 g                                                             |
| Alanin                                                              | 0,294 g                                                             |
| Asparaginsäure                                                      | 0,719 g                                                             |
| Glutaminsäure                                                       | 1,579 g                                                             |
| Glycin                                                              | 0,297 g                                                             |
| Prolin                                                              | 0,493 g                                                             |
| Serin                                                               | 0,388 g                                                             |
| Vitamine                                                            |                                                                     |
| Thiamin (B1)                                                        | 0,033 mg (3 %)                                                      |
| Riboflavin (B2)                                                     | 0,165 mg (14 %)                                                     |
| Niacin (B3)                                                         | 2,196 mg (15 %)                                                     |
| Pantothensäure (B5)                                                 | 0,297 mg (6 %)                                                      |
| Vitamin B6                                                          | 0,148 mg (11 %)                                                     |
| Folsäure (B9)                                                       | 14 µg (4 %)                                                         |
| Vitamin B12                                                         | 0,00 µg (0 %)                                                       |
| Cholin                                                              | 18,3 mg (4 %)                                                       |
| Vitamin C                                                           | 0,0 mg (0 %)                                                        |
| Vitamin D                                                           | 0,0 µg (0 %)                                                        |
| Vitamin E                                                           | 0,00 mg (0 %)                                                       |
| Vitamin K                                                           | 0,0 µg (0 %)                                                        |
| Mineralstoffe                                                       |                                                                     |
| Natrium                                                             | 5493 mg (366 %)                                                     |
| Kalium                                                              | 435 mg (9 %)                                                        |
| Calcium                                                             | 33 mg (3 %)                                                         |
| Magnesium                                                           | 74 mg (21 %)                                                        |
| Phosphor                                                            | 166 mg (24 %)                                                       |
| Eisen                                                               | 1,45 mg (11 %)                                                      |
| Zink                                                                | 0,87 mg (9 %)                                                       |
| Mangan                                                              | 1,018 mg (48 %)                                                     |
| Selen                                                               | 0,5 µg (1 %)                                                        |

Sojasauce besteht in den beiden höchsten chinesischen Qualitätskategorien (Special und First) zum größten Teil aus Wasser (63,53 – 71,26 % Massenanteil), gefolgt von 82,3 – 124 g/L (entsprechend circa 8 – 12 % Massenanteil) Proteine und Aminosäuren, 57,2 – 78,2 g/L Kochsalz, 1,1 – 3,4 g/L Fette. Die häufigsten organischen Säuren waren in einer anderen Untersuchung bis zu 29,31 – 147,98 g/L Glutaminsäure, 1,68 – 5,38 g/L Asparaginsäure (beide erzeugen den Umami-Geschmack), zwischen 0,83 und 13,19 g/L Milchsäure und 0 bis 12,8 g/L Pyroglutamat. Die häufigsten Ribonukleotide (verstärken den Umami-Geschmack) in Sojasauce sind Inosinmonophosphat, gefolgt von Guanosinmonophosphat, mit einer Gesamtkonzentration zwischen 0,30 bis 3,54 g/L. Bei der Fermentation und bei der Säurekatalyse entstehen auch geringe Mengen des krebserregenden Stoffes 3-MCPD. Die EFSA ermittelte 2009 durchschnittlich 4,5 μg 3-MCPD pro kg Sojasauce. Der europäische obere Grenzwert für 3-MCPD in hydrolysiertem Pflanzenprotein und Sojasoße aus dem Jahr 2023 liegt bei 50 μg pro kg Trockenmasse (EU-Verordnung 2023/915). Daher werden Verfahren zur Minderung der Bildung von 3-MCPD untersucht. Ebenso entstehen geringe Mengen an Ethylcarbamat. Sojasauce enthält aufgrund des mikrobiellen Abbaus von Sojabohnen und teilweise auch Weizen geringe Konzentrationen an Allergenen der Sojabohne und des Weizens. Die meisten allergischen Reaktionen auf Sojasauce sind gegen Soja- bzw. Weizenproteine gerichtet. Bei der Fermentation entstehen auch die biogenen Amine Histamin und Tyramin in geringen Konzentrationen, die bei gleichzeitiger Einnahme von MAO-Hemmern kontraindiziert sind. Es werden Methoden zur Minderung der mikrobiellen Erzeugung von biogenen Aminen bei der Fermentation, zur Vermeidung von Kontaminationen mit Pathogenen und Mycotoxinen und zur Erzeugung einer gleichbleibenden Qualität erforscht.

## Fermentative Herstellung

### Allgemeines

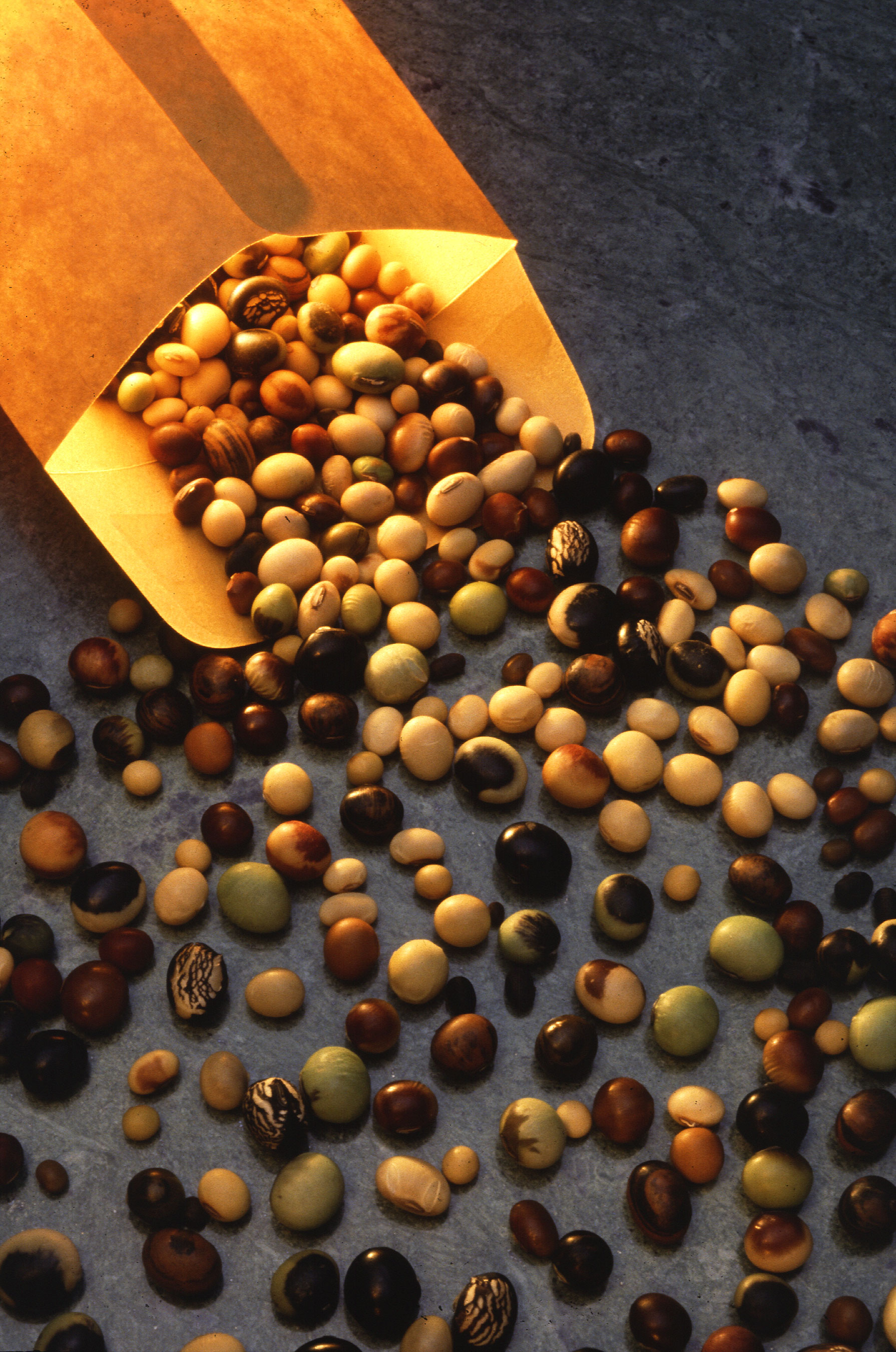
Sojabohne als Grundzutat

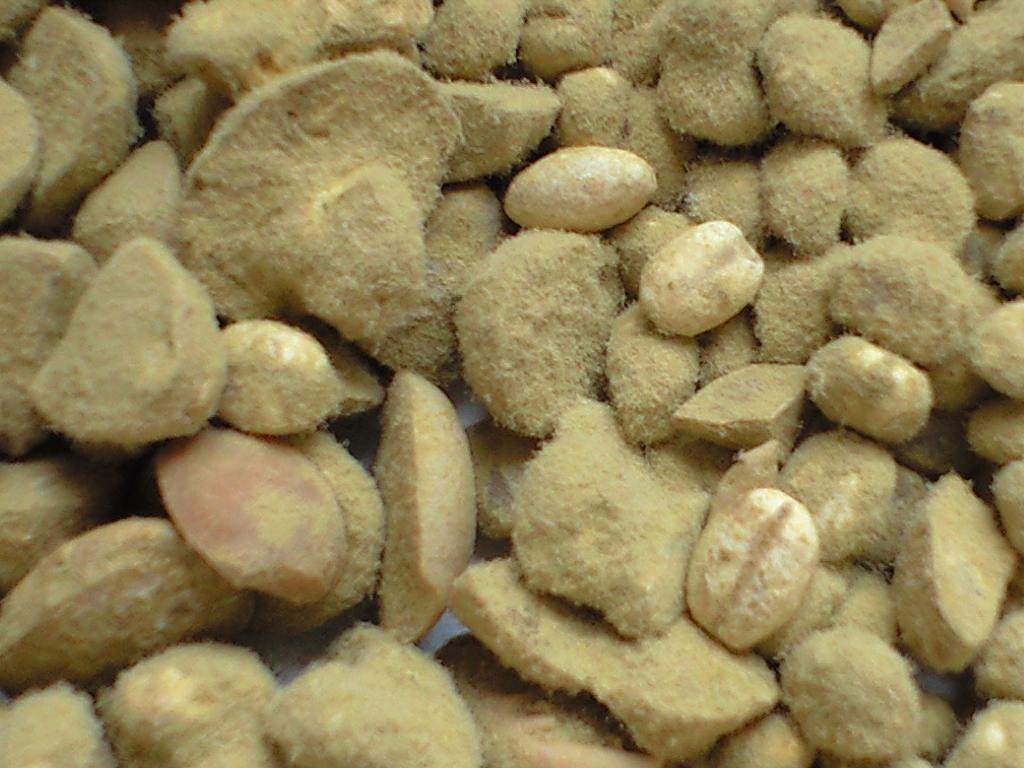
Aspergillus sojae auf Sojabohnen

Die Herstellung von Sojasauce ähnelt der Herstellung von Miso, aber verwendet vor allem mehr Wasser und eine höhere Salzkonzentration. Bei der traditionellen Methode der Fermentierung der Sojasauce werden Sojabohnen (manchmal entfettet, manchmal für 48 Stunden gekeimt, manchmal als Schrot) gequollen und kurz dampfgegart oder gekocht. Eine zu lange Erhitzung führt bei der späteren Verarbeitung zu einer verlangsamten Fermentation. Anschließend werden die Sojabohnen mit Weizenschrot oder -mehl (vor allem bei der japanischen Sojasauce, und teilweise bei 160 – 180 °C geröstet) und mit 0,05 – 0,3 % Massenanteil an Aspergillus oryzae, A. sojae oder bei der Tamari-Variante A. tamarii für drei Tage bei 25–35 °C vorfermentiert. Bei japanischer Sojasauce wird meist ein Verhältnis von Soja zu Weizen von 50:50 verwendet, während bei chinesischer Sojasauce Verhältnisse von 100:0 bis 70:30 zum Einsatz kommen. Nach drei Tagen wird die Mischung mit Salzlake vermengt und fermentieren gelassen. Über einen Zeitraum von Wochen bis Monaten reift die Mischung in den Feststoff-Bioreaktoren aus und vollzieht die geschmacksprägenden Enzymreaktionen, bei denen die Proteine der Sojabohne durch proteinabbauende Enzyme in Proteinfragmente und einzelne Aminosäuren aufgespalten werden. Die proteinabbauenden Enzyme entstammen sowohl den Sojabohnen und Weizenkörnern (Autolyse) als auch den Mikroorganismen. Die Stärke aus dem Weizen wird bei japanischer Sojasauce durch kohlenhydratabbauende Enzyme in Glucose gespalten, die teilweise von den Mikroorganismen verstoffwechselt wird. Ein kleiner Teil verbleibt in der Sojasauce.
Die Fermentationsprodukte bestimmen Farbe, Aroma und Würze der Sojasauce. Wie bei anderen Fermentationen beeinflussen zahlreiche Faktoren das Endprodukt: die Temperatur und Feuchtigkeit, wenn die Bohnen erstmals eingemaischt werden, das Wetter in den folgenden Monaten, das Material der Fässer, der Keller, in dem sie stehen, und die verwendeten Ausgangsstoffe. Handwerklich hergestellte Sojasauce schmeckt daher von Jahr zu Jahr und von Fass zu Fass anders. Die Reifedauer kann zwischen sechs und acht Monaten, aber auch mehrere Jahre, bei manchen Spitzensaucen sogar bis zu fünf Jahre betragen. Am Ende der Reifeperiode wird die jetzt fast fertige Maische in Textilien eingewickelt und die Sojasauce ausgepresst, filtriert und zum Schluss pasteurisiert, um eine längere Haltbarkeit zu gewährleisten.
Die industriellen fermentativen Verfahren werden in zwei Typen unterteilt: einen mit einem höheren Wasser- (Salzlake-Kōji-Massenverhältnis 2–2,5:1) und Salzgehalt (17–20 %) bei niedrigeren Temperaturen von 15–30 °C über 90 bis 180 Tage (engl. High-salt liquid-state fermented soy sauce, HLFSS) und einen mit einem geringeren Wasser- (Salzlake-Kōji-Massenverhältnis 1:1) und Salzgehalt (13–15 %) bei höheren Temperaturen von 40–55 °C über 15 bis 30 Tage (engl. Low-salt solid-state fermented soy sauce, LSFSS). Die Salzmenge bestimmt die Geschwindigkeit der Fermentation und auch den Geschmack und Geruch. Je höher der Salzgehalt, desto langsamer der Stoffwechsel und desto besser der Geruch und Geschmack der Sojasauce. HLFSS hat im Vergleich zu LSFSS mehr Geruchsnoten und riecht stärker nach Alkoholen, gekochter Kartoffel und Karamell, während LSFSS stärkere saure und verbrannte Geruchsnoten hat. LSFSS ist aufgrund der kurzen Produktionsdauer günstiger in der Herstellung. Für salzarme Diäten werden Methoden zur Verbesserung des Geschmacks und Geruchs bei niedrigeren Salzkonzentrationen untersucht.
Die Fermentation erfolgt in zwei Phasen, zuerst in der Kōji-Phase und anschließend in der Moromi-Phase. Die Fermentation erfolgt in der Kōji-Phase zunächst durch A. oryzae oder A. sojae, bei Tamari durch A. tamarii. A. oryzae besitzt drei α-Amylase-Gene, wodurch es Stärke relativ schnell zu Glucose abbauen kann. Dagegen weist A. sojae nur ein α-Amylasegen unter einem schwachen Promotor auf und die CAAT-Box besitzt eine genexpressionsabschwächende Mutation (CCAAA anstatt CCAAT), besitzt aber eine höhere Enzymaktivität der Endopolygalacturonase und der Glutaminase. Eine zu schnelle Freisetzung von Glucose aus Stärke zu Beginn der Fermentation behindert das Wachstum der Bakterien und Hefen in der Reifungsphase. Für den Abbau von Proteinen zu Aminosäuren besitzt A. oryzae Stamm RIB40 65 Endopeptidasegene sowie 69 Exopeptidasegene und A. sojae Stamm SMF134 83 Endopeptidasegene und 67 Exopeptidasegene. Verschiedene Mutanten von A. oryzae mit veränderten Eigenschaften wurden per Bestrahlung oder per CRISPR/Cas-Methode erzeugt.
In der zweiten Phase der Fermentation (Moromi-Phase) dominieren das salzliebende Milchsäurebakterium Tetragenococcus halophilus und die salztoleranten Hefen Zygosaccharomyces rouxii, Candida versatilis und Candida etchellsii sowie Hansenula spp. die Geschmacksbildung. Dabei sorgt T. halophilus durch den Abbau von Glucose aus der Maische zu Milchsäure, Citronensäure und Essigsäure für eine leichte Ansäuerung der Maische, wodurch sie weniger anfällig für Fehlfermentationen durch unerwünschte Bakterien und das Wachstum erwünschter Hefen begünstigt wird. Durch Veränderung der Fermentationsbedingungen kann neben dem Geschmack und Geruch auch die Haltbarkeit, die Teilchengröße und die Sedimentation von Schwebstoffen verändert werden. Die Verfahren werden kontinuierlich weiterentwickelt.

### Japanische Sojasauce

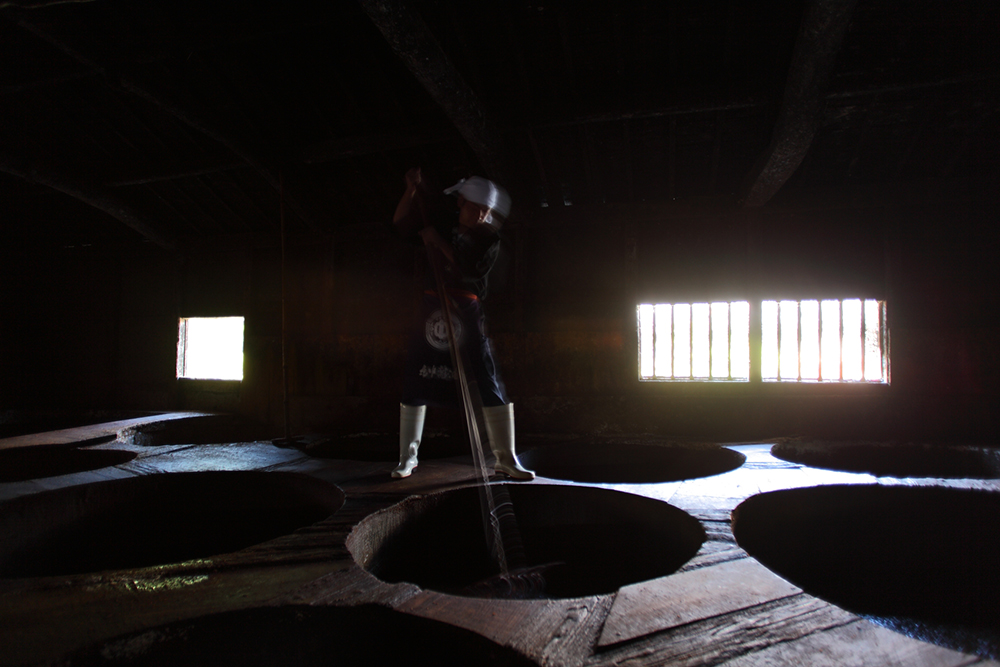
Traditionelle Herstellung in Marunaka, Japan (2018)

Typisch für japanische Sojasauce ist ein hoher Weizenanteil als Ausgangszutat, woraus sich im Vergleich zu chinesischen Saucen eine stärkere Süße ergibt. Es werden allerdings auch japanische Sorten mit wenig oder gar keinem Weizen produziert, beispielsweise die Tamari-Sojasauce (tamari shōyu, 溜まり醤油, alternativ たまり醤油).
Die am meisten in Japan verwendete traditionelle Methode Honjozo (本醸造) besteht aus fünf Teilen:
- Vorbehandlung der Ausgangsstoffe
- Herstellung von Kōji
- Fermentation der Maische mit Wasser und Salz und Reifung
- Pressen der Maische
- Aufarbeitung zu Sojasauce

Die Sojabohnen werden gequollen, dampfgegart und mit bei 160–180 °C geröstetem sowie gemahlenem Weizenschrot gemischt. Durch die Anreicherung mit spezifischen Mikroorganismen – Kōji – entsteht eine Trockenmaische. Kōji bezeichnet im Japanischen sowohl die Aspergillus-Starterkultur als auch Mischungen von Aspergillus mit Weizen- und Sojaschrot. Das Kōji wird für zwei bis drei Tage bei 30 °C unter hoher Luftfeuchtigkeit gelagert, um A. oryzae heranwachsen zu lassen. Hierbei wird die Stärke aus dem Weizen zu Glucose gespalten. Anschließend wird das Kōji mit einer Salzlake (bis zu 22 – 23 % Kochsalz) zu einem Brei namens Moromi vermischt und mit der Starterkultur versetzt. Der Brei wird in Fässer aus Zedernholz – taru, 樽 – gefüllt, in denen er fermentieren kann. Der gesamte Prozess des Brauens von Sojasauce nach dieser Methode dauert 6 bis 8 Monate. Ein Salzgehalt der Salzlake von über 17 – 18 % verhindert eine Besiedelung mit Bakterien, die nicht zumindest salztolerant sind. Ebenso wirkt der Ethanolgehalt konservierend.
Die Qualität von Sojasauce wird in einem sensorischen Test beurteilt, der sich in Japan Kikimi nennt. Für die Verkostung sind vier Kriterien wichtig: Farbe, Konsistenz, Geruch und Geschmack. Im Rahmen des japanischen Kikimi werden diese Kriterien nacheinander getestet. Es werden in Japan ebenso verschiedene Qualitätsstufen nach ihrem Stickstoffanteil unterschieden: Special Grade – Tokkyū, 特級 mit einem Stickstoffanteil von ≥15 g pro Liter; Upper Grade – Jōkyū 上級 mit einem Stickstoffanteil von ≥13,5 g pro Liter; Standard Grade – Hyōjun mit einem Stickstoffanteil von ≥12 g pro Liter, 標準 sowie Extra Select,Tokusen 特選 und Ultra-Extra Select – Chō-tokusen, 超特選. Auch gibt es eine unpasteurisierte rohe Sauce Nama-shoyu oder Kijōyu – 生醤油 genannt. Salzreduzierte Varianten nennt man Genen – 減塩 – 50 % weniger oder Usujio – 低塩 – 20 % weniger.
Die Gesamtproduktionsmenge in Japan im Jahr 2001 betrug 10,3 Millionen Hektoliter, davon 52 % in der höchsten Qualitätsstufe – natürlich fermentiert.
| Sorte                       | Koikuchi                                                                        | Usukuchi                                                        | Tamari                | Shiro              | Saishikomi a                                                                   |
| --------------------------- | ------------------------------------------------------------------------------- | --------------------------------------------------------------- | --------------------- | ------------------ | ------------------------------------------------------------------------------ |
| Geschmack – Brauart         | 濃口 – stark, intensiv                                                          | 薄口 – mild, leicht                                             | 溜まり – tamari       | 白 – hell, weiß    | 再仕込 – zweifach gebraut                                                      |
| Beschreibung                | verbreitetste Sorte; starkes Aroma; Sojabohnen und Weizen zu ähnlichen Anteilen | milderer Geschmack; Sojabohnen und Weizen zu ähnlichen Anteilen | enthält keinen Weizen | hoher Weizenanteil | Statt Salzlake wird Koikouchi-Shōyu verwendet; Geschmack entsprechend intensiv |
| Marktanteil (Japan, 2001)   | 83 %                                                                            | 14 %                                                            | 1,8 %                 | 0,6 %              | 0,8 %                                                                          |
| Farbe                       | dunkles Braun                                                                   | helles Braun                                                    | dunkles Braun         | goldgelb           | dunkles Braun                                                                  |
| Regionaltypisch             | Japan; Einst nur Kantō-Region                                                   | Kansai-Region                                                   | Chūbu-, Nagoya-Region | –                  | –                                                                              |
| Glutaminsäure (g/100 ml)    | 1,20                                                                            | 0,91                                                            | 1,70                  | 0,31               | 1,20                                                                           |
| Reduzier. Zucker (g/100 ml) | 2,55                                                                            | 4,05                                                            | 4,36                  | 21,04              | 4,70                                                                           |
| Alkohol (ml/100 ml)         | 2,68                                                                            | 3,13                                                            | 0,15 b                | Spuren b           | Spuren b                                                                       |

Fußnoten

### Chinesische Sojasauce
Die Herstellung chinesischer Sojasauce weist einige Unterschiede zu japanischer auf. Insbesondere der Anteil an Weizenmehl oder -schrot ist geringer mit einem Verhältnis von Sojabohnen zu Weizen von 100:0 bis 70:30 und die Fermentationsdauer ist mit 1 bis 6 Monaten kürzer. Der Gehalt am Element Stickstoff ist ein Indikator für den Gehalt an Aminosäuren in Sojasauce und eines der wichtigsten Qualitätsmerkmale in China, mit der höchsten Qualitätsklasse Special ≥ 8 g Stickstoff pro Liter Sojasauce.

Sojasaucen-Arten
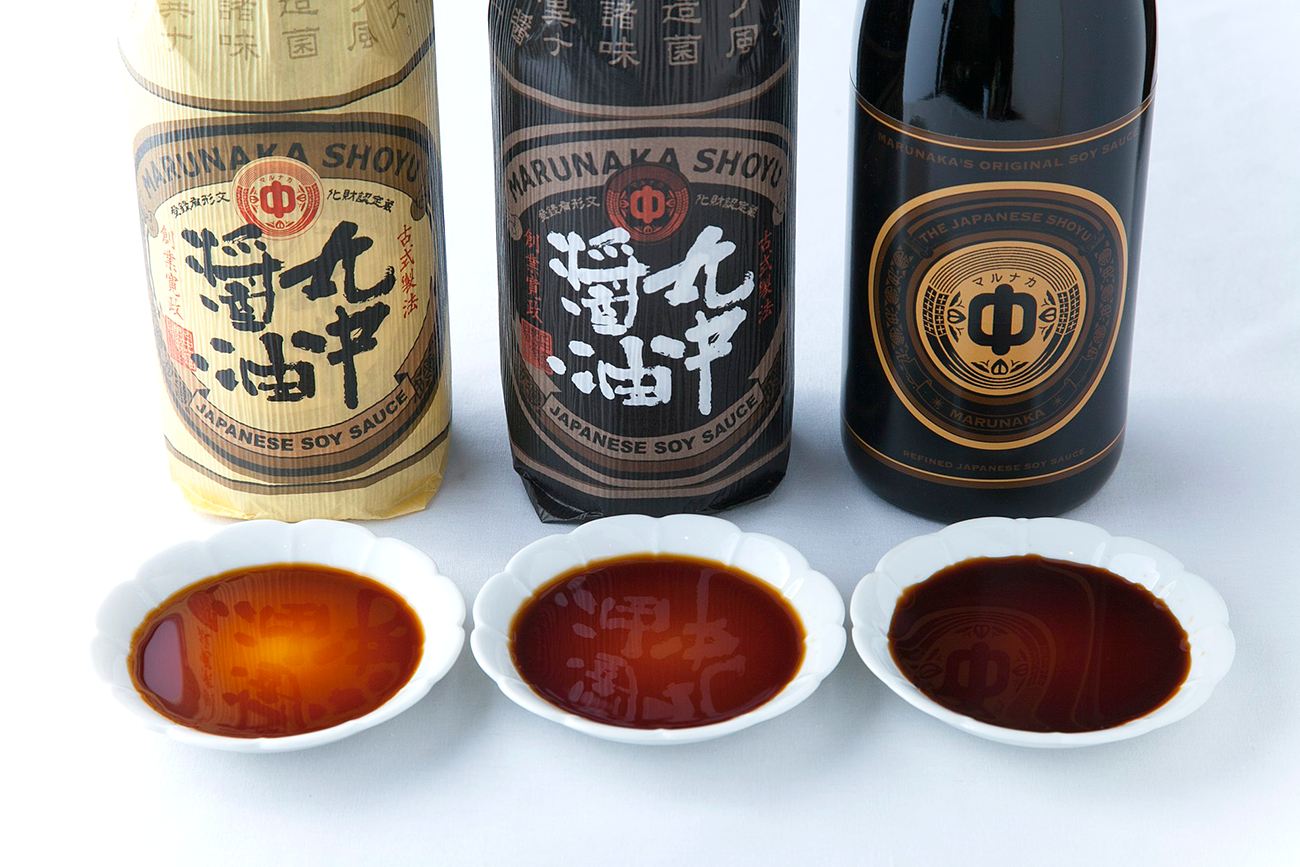
Verschiedene japanische Marunaka-Sojasaucen, 2018
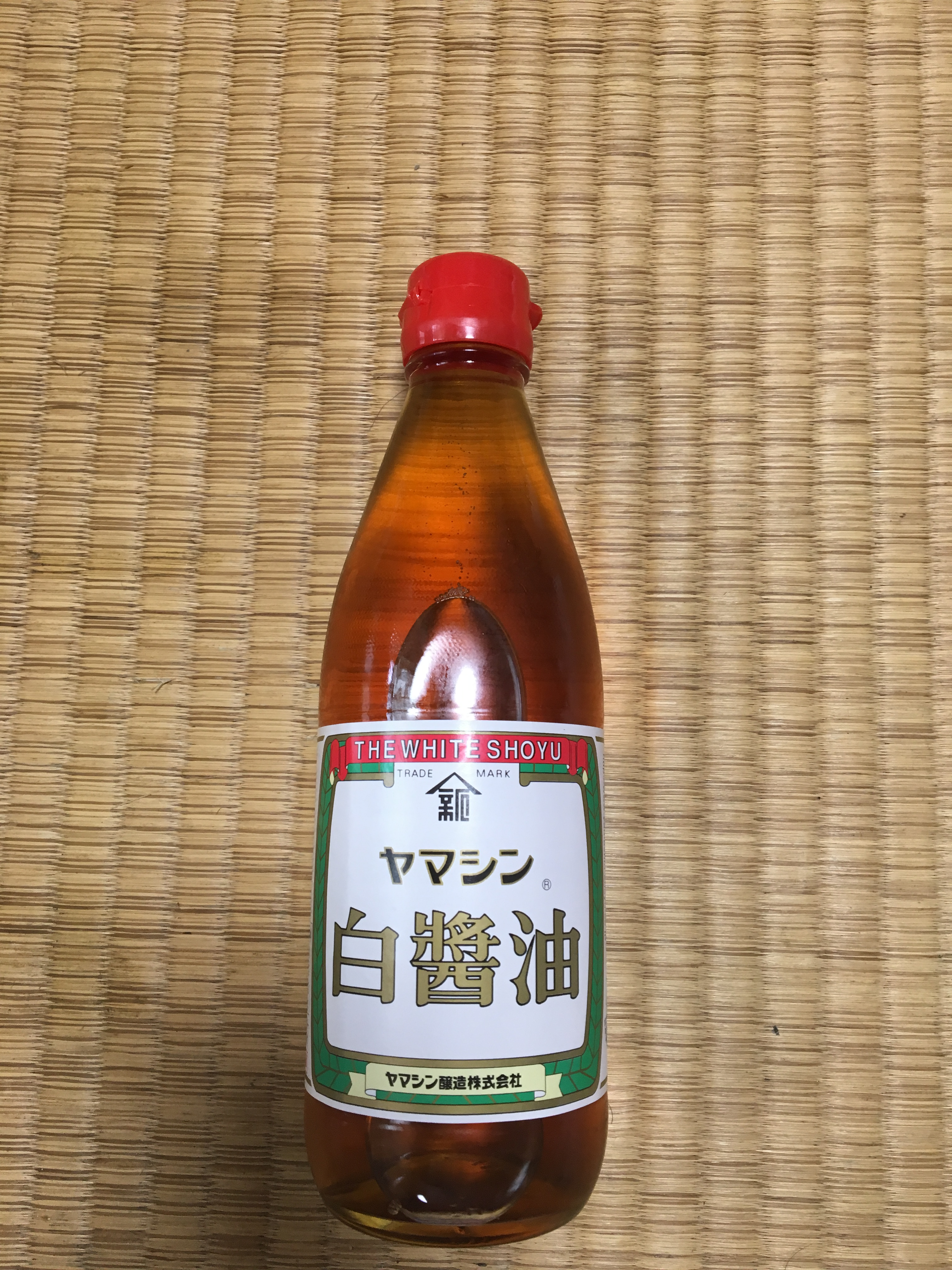
„Weiße“ Shōyu, Aichi 2016
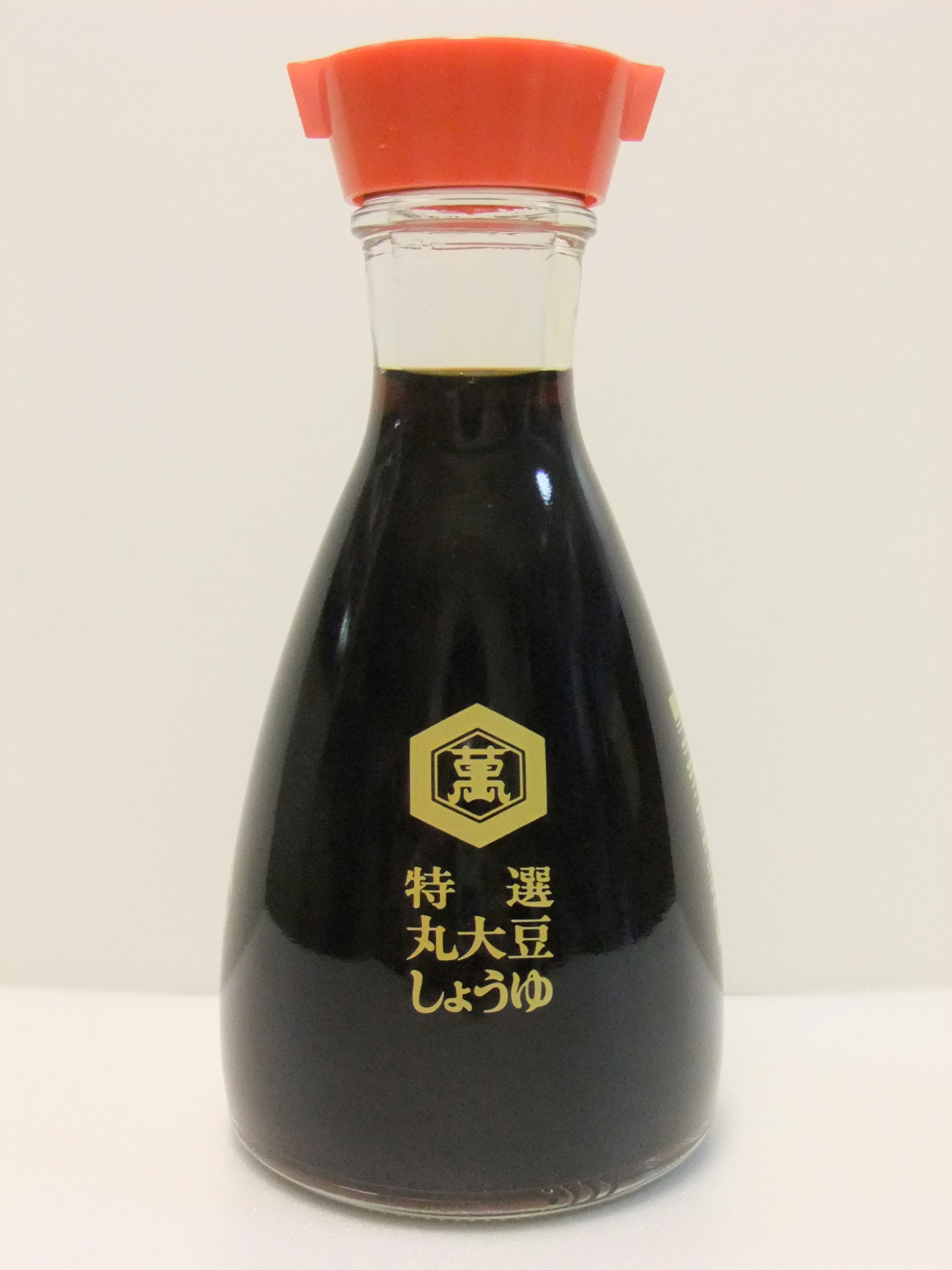
Industrielle Kikkomanproduktion, 2012
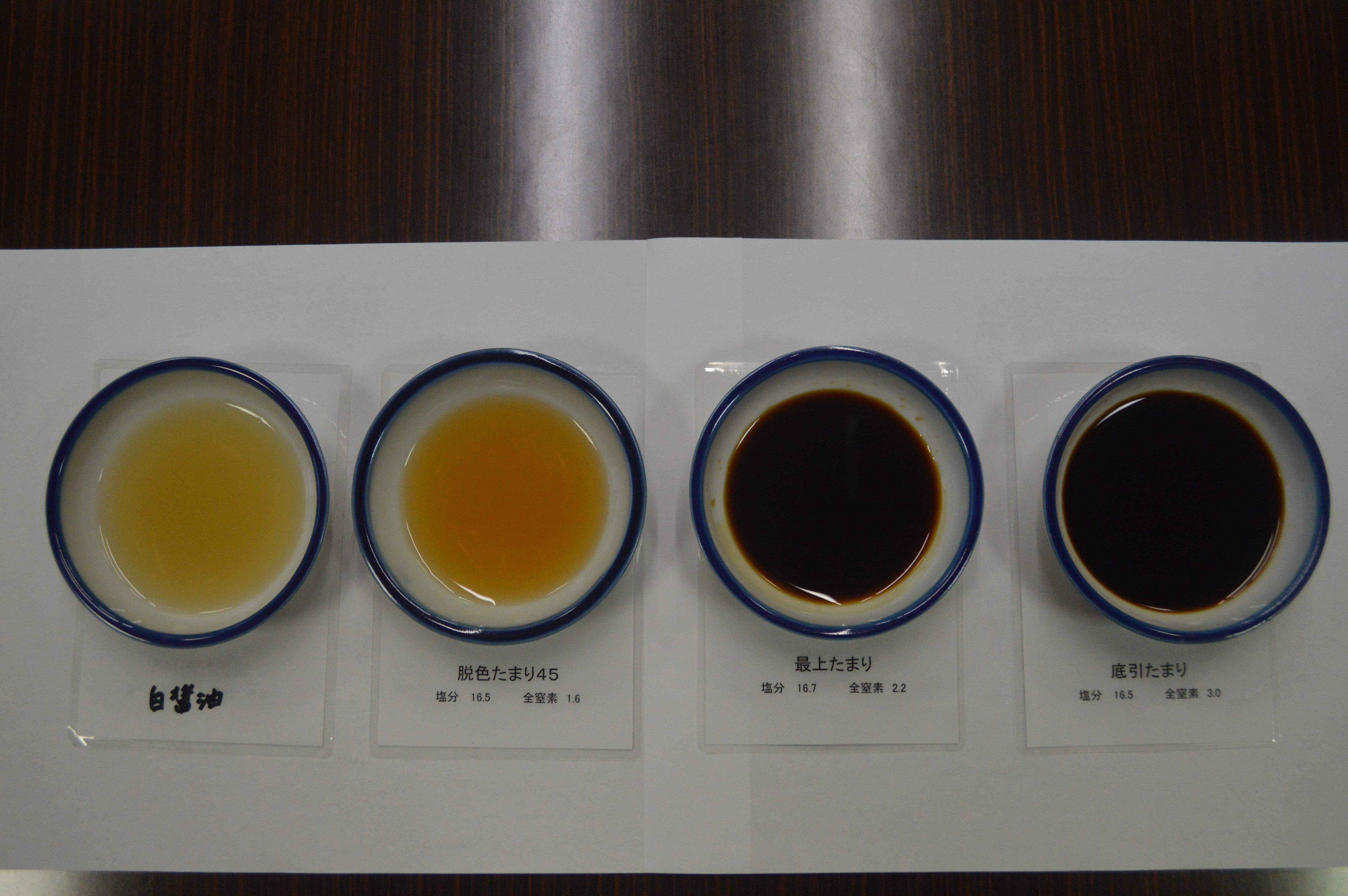
Verschiedene Tamari-Sojasauce, Japan 2014
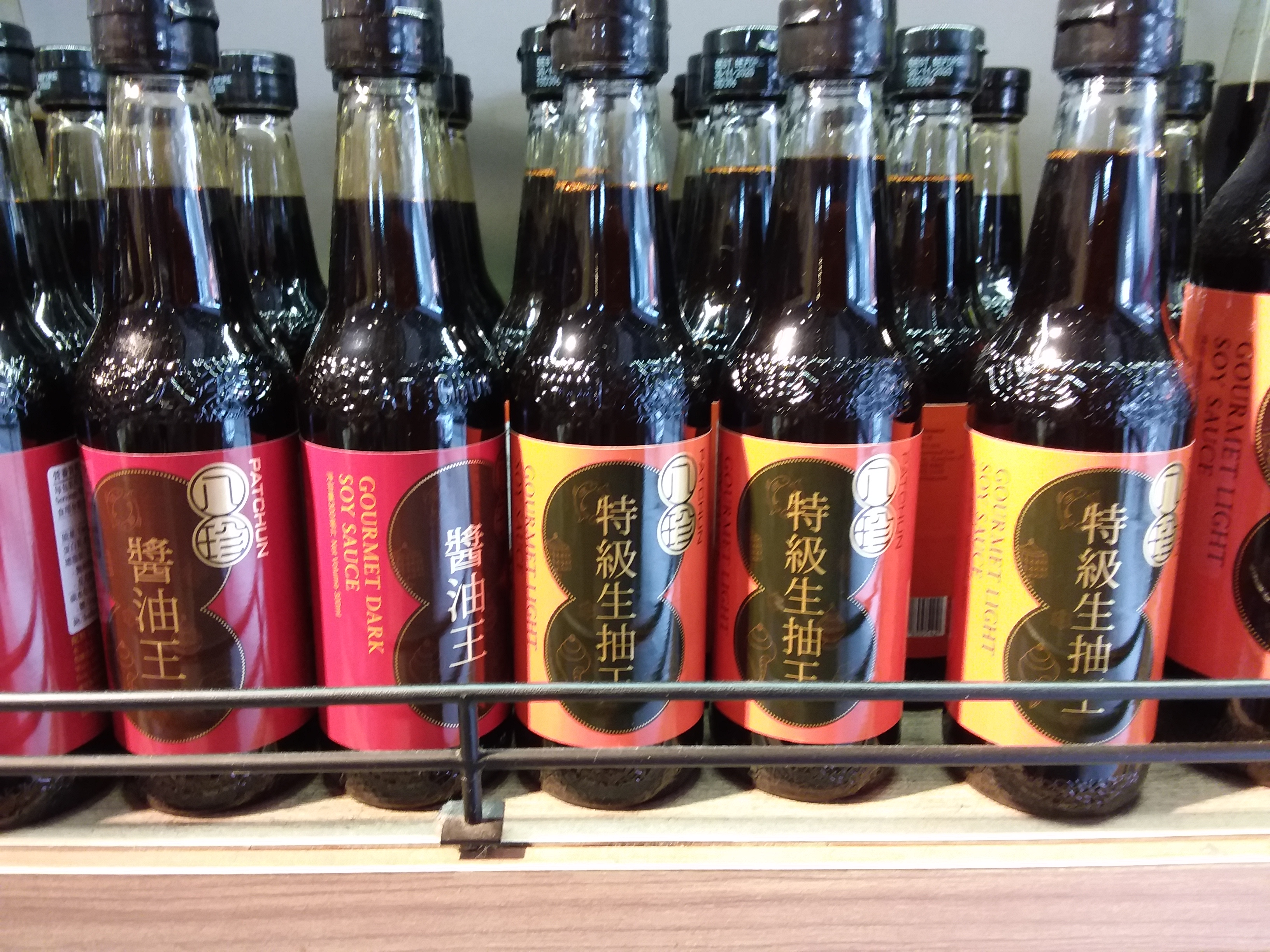
Verschiedene chinesische Sijau – Mongkok 2018
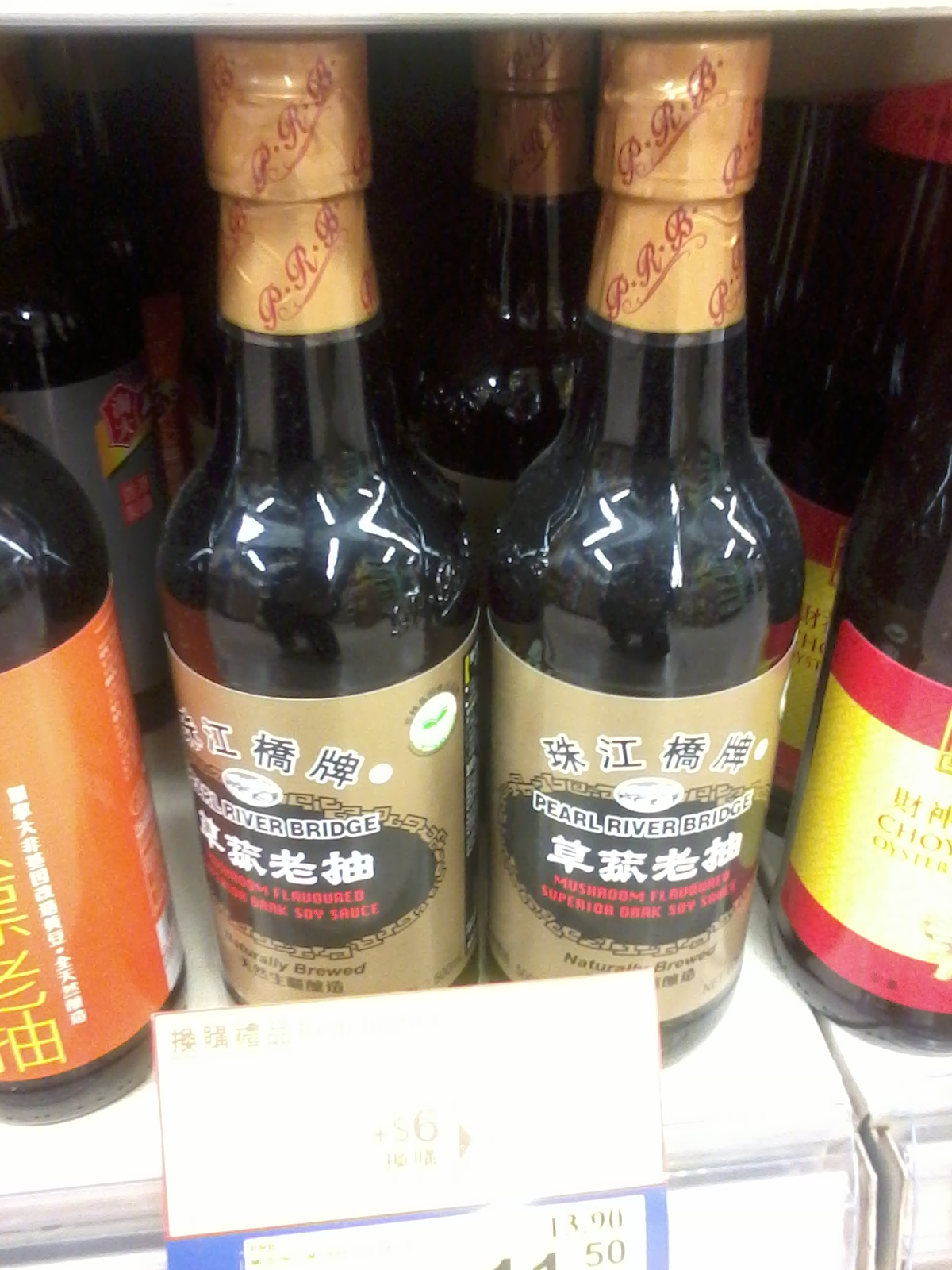
„Dunkle“ Jiàngyóu, 2013
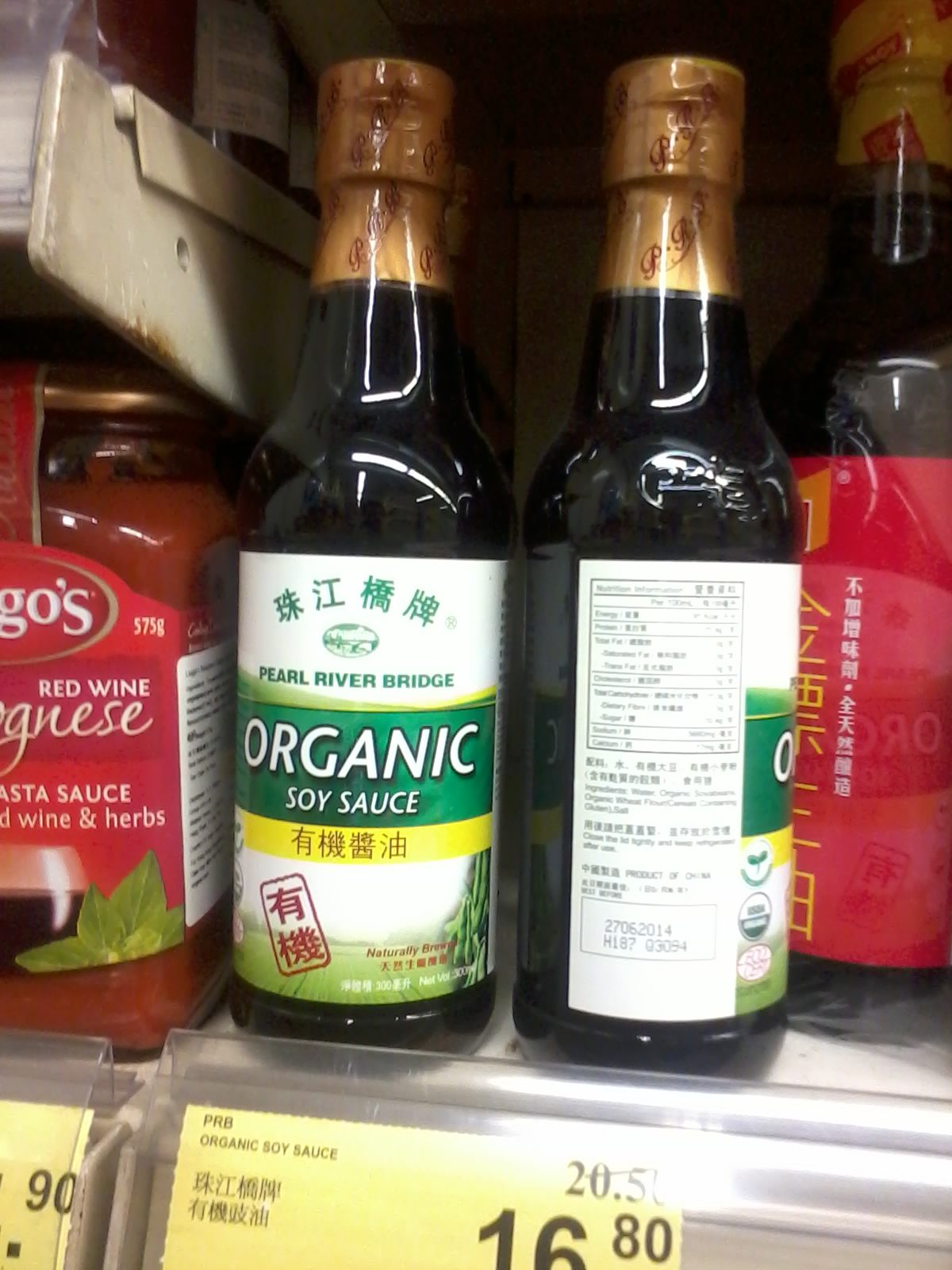
Bio-Sojasauce, 2013
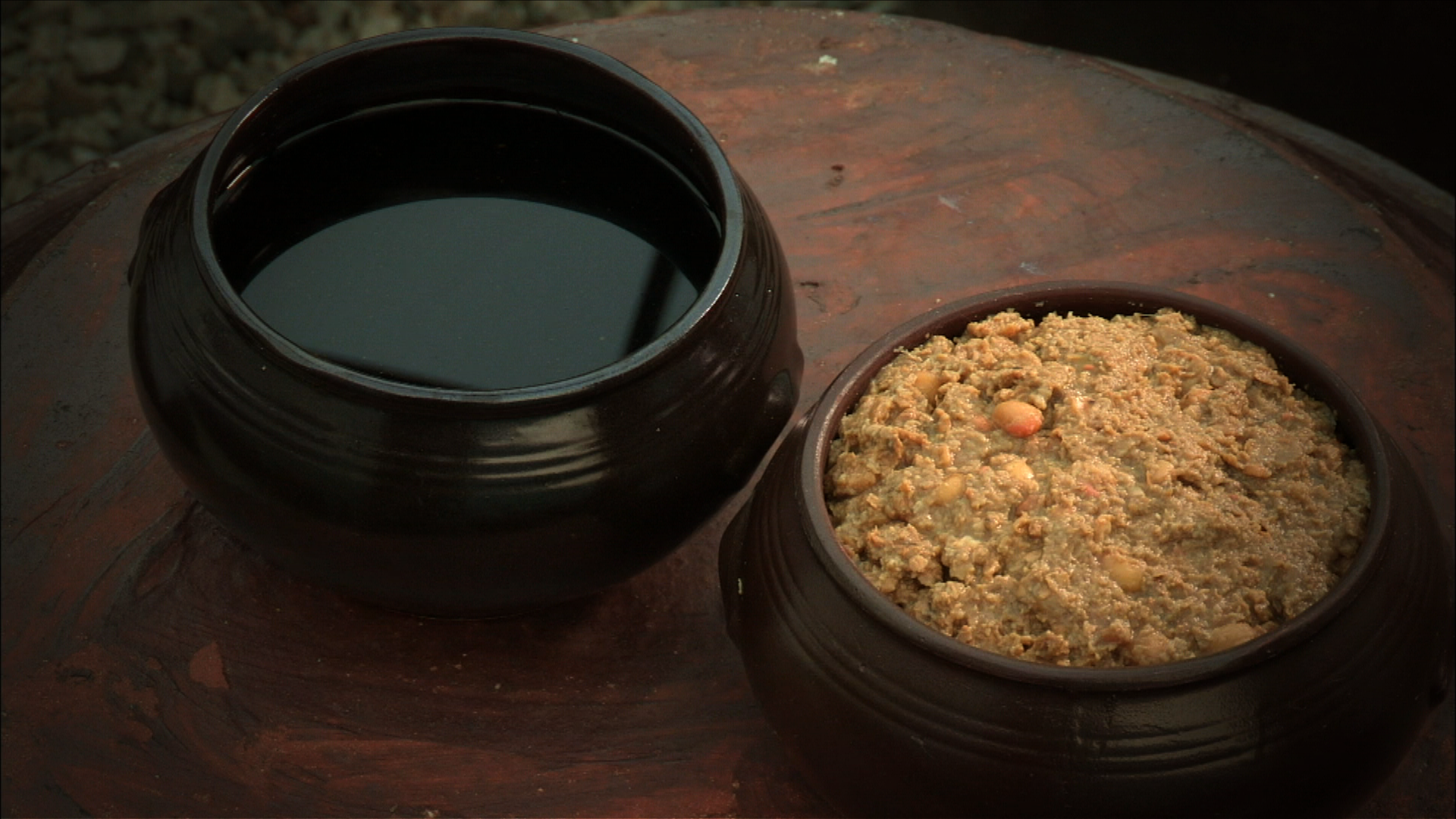
Koreanische Sojasauce – Ganjang und Doenjang, 2015
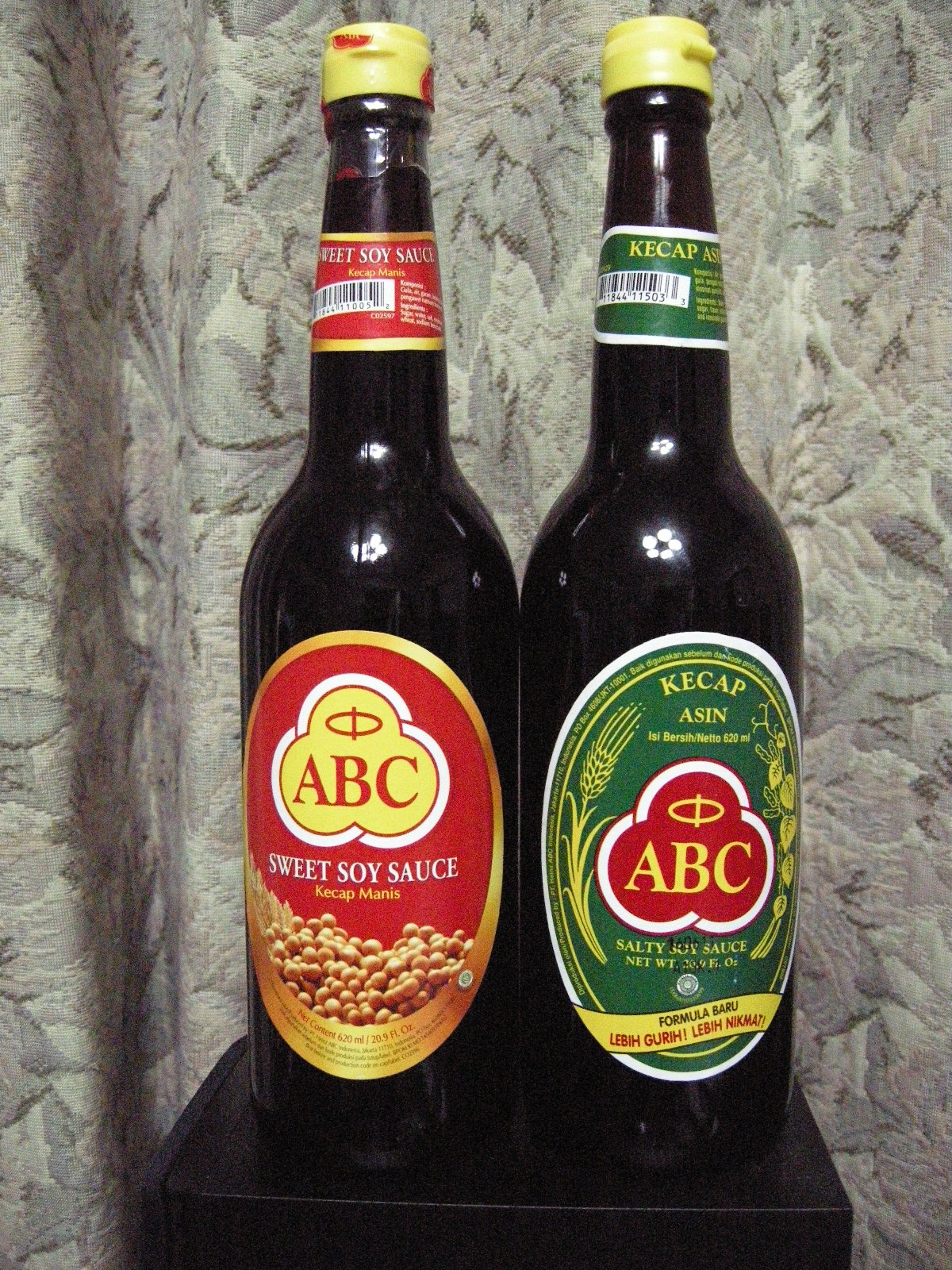
Indonesische Kecap, 2010

## Säurekatalysierte Herstellung
Neben der beschriebenen traditionellen Fermentation wurden kostengünstigere Herstellungsverfahren entwickelt, bei denen die Produktionsdauer von Monaten und Jahren – wie bei der traditionellen Herstellung üblich – auf wenige Tage reduziert wird. Ausgangsprodukt ist für diese entfettetes Sojamehl, das mit Weizenmehl vermischt und mit 4 – 9 M Salzsäure über 20 – 35 Stunden bei 103 – 110 °C hydrolysiert wird. Anschließend wird mit Natriumhydroxid oder Natriumcarbonat neutralisiert. Die Sauce wird zuletzt filtriert, pasteurisiert und verpackt. Um den Geschmack und Geruch zu verbessern, wird gelegentlich Sojasauce aus säurekatalysierter Herstellung der traditionellen Herstellung hinzugegeben, wodurch ein gemischtes Produkt entsteht.
Durch die Hydrolyse bei hohen Temperaturen entstehen jedoch gewisse Anteile von unerwünschten Komponenten wie Furfural, Dimethylsulfid, Schwefelwasserstoff und Lävulinsäure, die bei der natürlichen Fermentation nicht vorhanden sind. Da sich die so hergestellten Sojasaucen auch geschmacklich deutlich von den natürlich fermentierten unterscheiden, werden sie z. T. noch mit hochwertigen Sojasaucen verschnitten. In vielen Fällen werden weitere Zutaten wie Aromen, Glutamat, Zucker, Konservierungsstoffe, sowie Karamell zur Färbung hinzugefügt. In China ist die säurekatalysierte Herstellung seit 2018 keine akzeptierte Methode zur Herstellung von Sojasauce mehr.
Zur Abgrenzung gegenüber durch Säurekatalyse hergestellter Sojasauce werden Produkte nach traditioneller Herstellung in Japan in der Regel explizit unter dem Zusatz „natürlich gebraut“ bzw. „natürlich fermentiert“ vermarktet.
- Honjōzō hōshiki – 本醸造 方式 (‚ursprüngliche Fermentierungsmethode‘): 100 % traditionell natürlich fermentiert nach Urrezeptur
- Kongō-jōzō – 混合 醸造 (‚gemischt fermentiert‘): Maische versetzt mit 30–50 % säurekatalysiertem oder enzymatisch erzeugtem Hydrolysat von pflanzlichen Proteinen
- Kongō – 混合 (‚gemischt‘): Honjōzō oder Kongō-jōzō mit 30–50 % säurekatalysiertem oder enzymatisch erzeugtem Hydrolysat von pflanzlichen Proteinen[44]
- Hinshiki hōshiki – 新式 方式 (‚neue Methode‘): 30–50 % traditionell natürlich fermentiert nach Neurezeptur.

## Geschichte

### Ursprünge in China

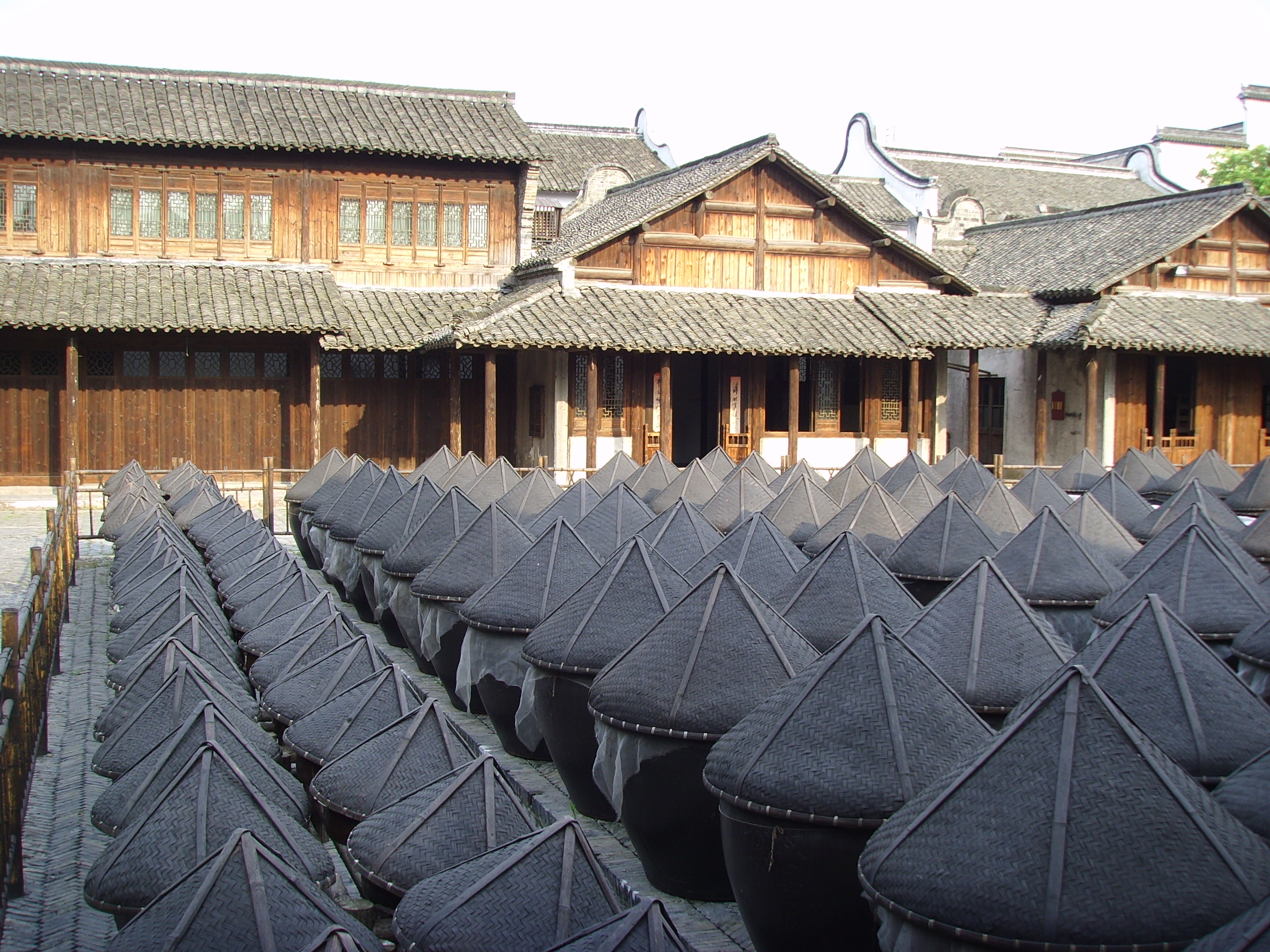
Traditionelle Manufaktur in Zhejiang (2009)

In der Zeit der Zhou-Dynastie wurde Fisch mit Sojabohnen und Kochsalz fermentiert und später als Würzsauce verwendet. Während der Han-Dynastie entstand die Herstellung von Sojasauce und fermentierten Sojapasten und die Würzsauce entwickelte sich zu zwei getrennten Saucen, Fischsauce und Sojasauce. Die Sojasauce entwickelte sich aus den Produkten chǐ – 豉 – „gesalzene, fermentierte Sojabohnen“ – und jiàng – 酱 – „fermentierte Sojabohnenpaste“. Chǐ und jiàng waren in der späten Westlichen Han-Dynastie (207 v. bis 9 n. Chr.) bereits Handelswaren von hoher wirtschaftlicher Bedeutung. Demgegenüber ist die Quellenlage zur Sojasauce aus dieser Zeit eher vage.
Die historisch früheste schriftliche Erwähnung des Begriffs Sojasauce in der heutigen Schreibweise – 酱油,  jiàngyóu – findet sich in zwei Rezeptsammlungen aus der Südlichen Song-Dynastie (1126–1279): „Wúshì Zhōngkuìlù“ (吴氏中馈录 – „Rezeptsammlung der Frau Wu“) und „Shānjiā Qīnggōng“ („Schlichte Kost des Bergeinsiedlers“). Darin wird die Verwendung zur Würzung von Fleischgerichten, Gemüse und Meeresfrüchten beschrieben.
Es ist davon auszugehen, dass Sojasauce, unter anderen Bezeichnungen, schon wesentlich früher bekannt war. Was die eindeutige Zuordnung erschwert, ist die leichte etymologische Bedeutungsverschiebung, die das Wort jiàng – 酱 – im Laufe der Zeit erfahren hat: So war es ursprünglich ein Oberbegriff für würzende Pasten und Saucen aus verschieden eingelegten, fermentierten Zutaten, beispielsweise aus Fleisch – 肉酱,  ròu jiàng, Fisch – 鱼酱,  yú jiàng, Weizen, Reis und (Soja-)Bohnen – 豆酱,  dòu jiàng. Schließlich verstand man unter jiàng – ohne genauere Spezifizierung durch ein Präfix – hauptsächlich die Paste aus fermentierten Sojabohnen.
Von einigen Forschern wird das im Bauernkalender „Sìmín yuèlìng“ (Östliche Han-Dynastie, ca. 160 n. Chr.) erwähnte qīng jiàng – 清酱 – „klares jiàng“ – als frühere Bezeichnung für Sojasauce gedeutet.
Etymologisch aus den beiden ursprünglichen Begriffen für fermentierte Sojabohnenprodukte chǐ – 豉 – „gesalzene, fermentierte Sojabohnen“ – und jiàng – 酱 – „fermentierte Sojabohnenpaste“ hat sich historisch jiàng als Sojasauce (jiàngyóu) im heutigen Standardchinesisch durchgesetzt, während der Begriff chǐ für Sojasauce (chin. chǐyóu, kant. sijau) nur in den Regiolekten beispielsweise wie das Kantonesischen erhalten geblieben ist.
Im 20. Jahrhundert wurde mit Eisensalzen versetzte Sojasauce zur besseren Versorgung mit dem Spurenelement und zur Minderung von Anämie entwickelt.

### Japan

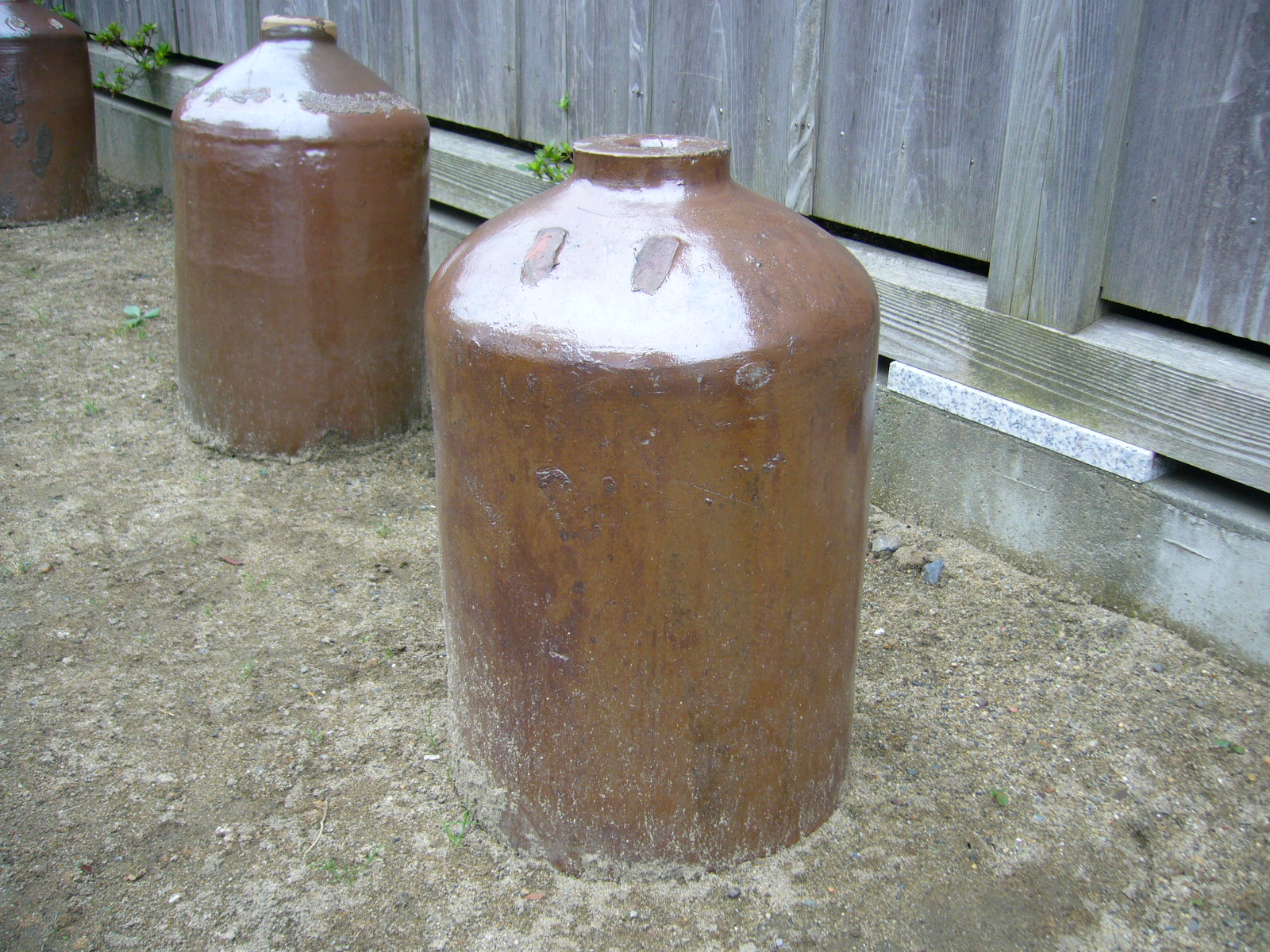
Alte Sojasaucen-Krüge in Chiba (2007)

Ihren Weg nach Japan fand die Sojasauce im 6. Jahrhundert – zur Zeit des Sui- bzw. Tang-Chinas – durch eine buddhistische Glaubensgemeinschaft, die den Verzehr von Fleisch und darauf basierenden Saucen verbot und deshalb die chinesische Sojasauce mit nach Japan brachte. Die chinesische Sojasauce wurde nach ihrer Einfuhr in Japan sehr schnell beliebt, da sie den Geschmack der damals recht eintönigen, auf Reis basierenden Nahrung bereicherte. Außerdem wurde festgestellt, dass mit Sojasauce Lebensmittel länger haltbar gemacht werden konnten. Im 16. Jahrhundert wurde bei Versuchen mit der original chinesischen Sojasauce, die nur aus Sojabohnen, Salz und Wasser hergestellt wurde, die japanische Sojasauce geboren. Dieser wurde zusätzlich zu den Sojabohnen ein gleicher Anteil an Weizen zugeführt. Außerdem wurde die japanische Sojasauce länger „gebraut“ – Fermentierungsdauer – als die chinesische. So konnten sowohl der Geschmack als auch das Aroma und die Farbe der Sojasauce erheblich verändert werden. Seit dem 17. Jahrhundert wird überwiegend die traditionelle Herstellungsmethode weitgehend unverändert eingesetzt.
Auch gibt es die echte Tamarisauce – Miso-Damari; Uwahiki, die auch fälschlich als Sojasauce bezeichnet wird, da Miso-Damari der Flüssigkeitsrückstand bei der Herstellung von Miso ist.

### Heutige Verbreitung
Auch in anderen asiatischen Ländern werden verschiedene Sojasaucen hergestellt. In China wird die Jiàngyóu, also Soja-Sauce – 酱油 – bei traditioneller Rezeptur nur aus Sojabohnen hergestellt, andere Rezepturen erlauben auch zusätzliche Zutaten. Unterschieden wird bei der Herstellung von chinesischen Sojasaucen nach deren Fermentierdauer zwischen Tóuchōu – 头抽 – „erste Schöpfung“, Shēngchōu – 生抽 – „junge Schöpfung“ und Lǎochōu – 老抽 – „ältere Schöpfung“. Daneben existieren Sojasaucen nach Art der Zutatenrezeptur wie beispielsweise Shuānghuáng – 双璜 – „Doppelfermentierung der Schimmelpilze“. Die Weltproduktion an Sojasauce betrug im Jahr 2012 etwa 6 Millionen Tonnen, von denen 65 % in China hergestellt wurden. In Taiwan gibt es die als „fermentierte Sauce“ bekannte Yìnyóu – 荫油. Eine andere aus schwarzen Sojabohnen hergestellte Yìnyóu-Sauce ist die sogenannte Hēidòu yīnyóu – 黑豆荫油.
In Indonesien ist die Kecap-Sauce bekannt, eine dicke, süße, sirupähnliche Sojasauce, welche aus schwarzen Sojabohnen, geröstetem Getreide auch Maniok, Salz, Palmzucker oder Rohzucker sowie einem „Kecap-Kōji“ (Aspergillus spp.), auch wird Tempeh zur Beimpfung benutzt, hergestellt wird. In Malaysia wird die sirupähnliche Sauce Kicap genannt. In Korea heißt die Sojasauce Ganjang – 간장. Es gibt die Arten Hansik-ganjang – 한식간장 bzw. Jaelaesig-ganjang – 재래식 간장 – eine traditionelle Sauce, die in drei Altersstufen unterschieden werden. Eine moderne Sauce Gaelyang-ganjang – 개량간장 – von der es auch mehrere Sorten gibt. Als Basis dienen fermentierte Sojabohnenblöcke – Meju, welche mit verschiedenen Pilzen durchsetzt sind, es wird aber auch wie in Japan fermentiert. Mit holländischen Händlern kam die Sojasauce im 17. Jahrhundert nach Europa. Dabei wurde der Begriff Soja von der japanischen Bezeichnung shōyu – für Sojasauce – abgeleitet.

## Film
- Shoyu – Geheimnisse der japanischen Küche. Dokumentarfilm, 2014, 49:14 Min., Buch und Regie: Shohei Shishata, Produktion: Japan, NHK, Asia Documentary Productions, Point du Jour, Frankreich, deutsche Erstausstrahlung: 29. Juni 2018 bei arte, Inhaltsangabe. – ARD.